# ISO 3166-2:FK
ISO 3166-2:FK é o subconjunto da Organização Internacional para Padronização (ISO), código de região sub-nacional padrão ISO 3166-2, que pertence às Ilhas Malvinas. Os códigos definidos abrangem os nomes das principais subdivisões de todos os países codificados no ISO 3166-1.  
Atualmente, o ISO 3166-2 define apenas um código para as Ilhas Malvinas, pois o território não possui subdivisões.
Oficialmente, as Ilhas Malvinas possui o código FK no ISO 3166-1 alfa-2.